# Trasak
Trasak is een bestuurslaag in het regentschap Pamekasan van de provincie Oost-Java, Indonesië. Trasak telt 3351 inwoners (volkstelling 2010).